# Jesse Leach
Jesse David Leach (nascido em 03 de julho de 1978) é um músico norte-americano de Providence, Rhode Island.é conhecido por ser vocalista e principal compositor das bandas de metalcore Killswitch Engage e Times of Grace. Ele também foi cantor e membro que formou as bandas Seemless, The Empire Shall Fall, Corrin e Nothing Stays Gold. Em fevereiro de 2012 a banda Killswitch Engage postou no site oficial que Jesse Leach retorna ao Killswitch Engage, substituindo Howard Jones que saiu da banda no início de 2012. Após 10 anos, Jesse Leach volta a banda fazendo uma apresentação no Rock am Ring 2012 e uma turnê de comemoração dos 10 anos do álbum Alive or Just Breathing.

## Historia
A primeira banda de Leach, Corrin, foi formada no início de 1990. Gravou quatro canções no Corrin em 1996, que acabaram sendo lançadas como um CD de Propaganda, em 1998, após a separação da banda.
Segunda banda de Leach, Nothing Stays Gold, formada em meados dos anos 90, gravou um único EP antes de se separarem em 97/98.
Enquanto isso, alguns membros remanescentes do Overcast e do Aftershock estavam formando uma nova banda em Massachusetts e estavam à procura de um vocalista. Assim, em 1999, juntou-se o baixista Leach Mike D'Antonio, o guitarrista Joel Stroetzel, e o guitarrista Adam Dutkiewicz formando a banda Killswitch Engage. Sua estréia foi no álbum "Killswitch Engage", lançado em 11 de julho de 2000. Após o segundo albúm,  Alive or Just Breathing, lançado em maio de 2002,duas semanas antes de sair em turnê, Leach se casou com sua noiva.  Quando ele não conseguia entrar em contato com sua esposa, Leach sentava-se sozinho no ônibus de turnê por horas após shows e simplesmente esperava os membros da banda para retornar. A paixão do Leach por sua música combinada com suas lutas emocionais, passou a atrapalhar seu trabalho. Leach também começou a sofrer de uma depressão leve que piorou. De acordo com Mike D'Antonio em uma entrevista para o DVD "(Set This) World Ablaze" "Parecia que havia sempre esta nuvem escura sobre a cabeça de Jesse."

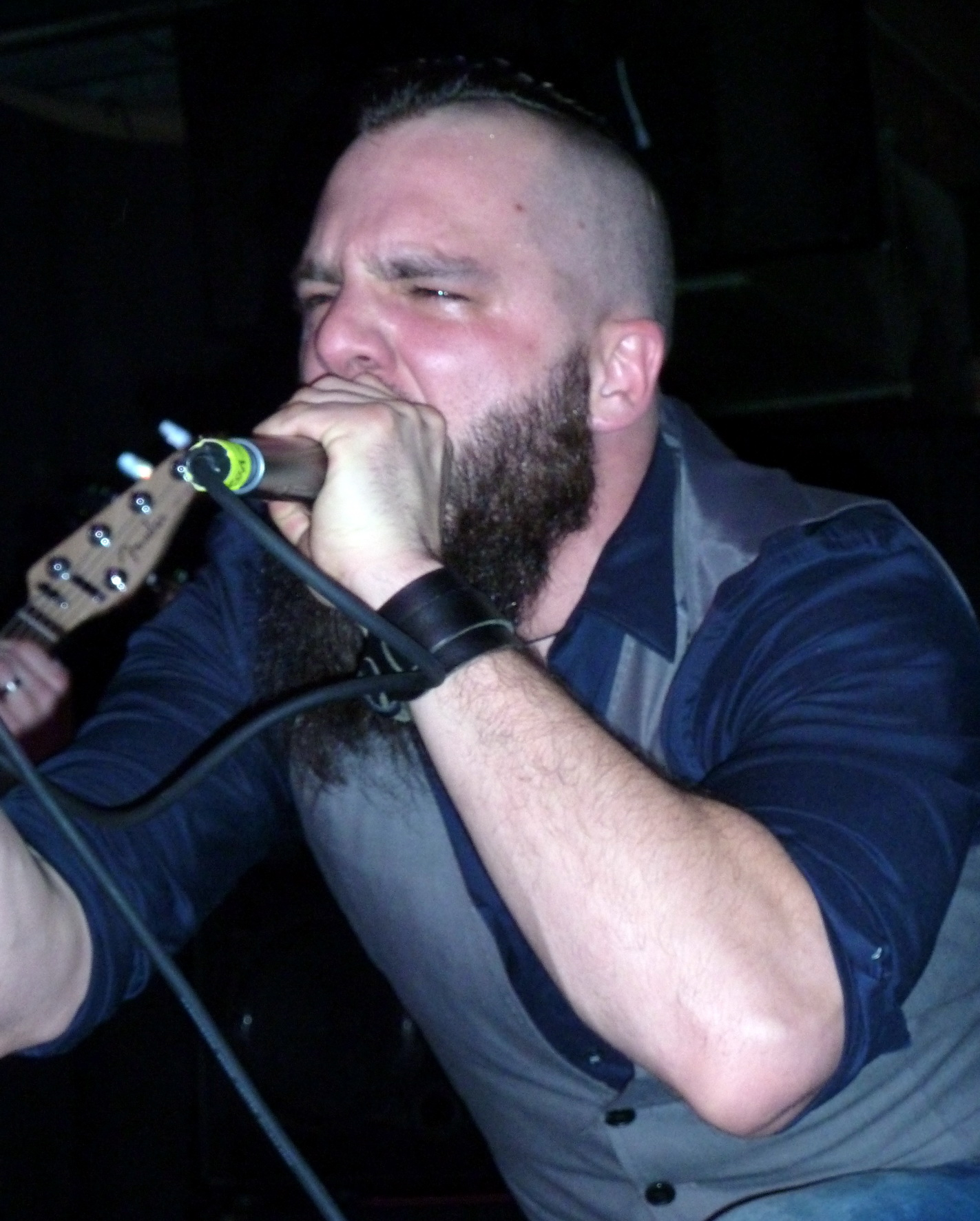
Jesse Leach em apresentação do Times of Grace

 A depressão levou-o a demitir-se da banda e cair fora dos olhos do público por algum tempo. Leach escreveu um e-mail para a banda explicando por que ele saiu. Em sua entrevista no DVD, Leach diz que escreveu o email por não conseguir mais encarar os membros da banda, ele disse o que cada música significava pra ele, e que finalmente iria ter sua lua-de-mel.
Leach se reconcilia com seus ex-companheiros de banda na "Roadrunner United 25th anniversary concert", realizando um dueto com o, até então, vocalista Howard Jones. Toda a banda tocou no palco, menos Adam D que tinha sofrido uma lesão e foi substituído por Andreas Kisser do Sepultura. Howard e Jesse cantando "My Last Serenade". A música terminou com os dois abraçados, e Leach agradecendo o público por seu apoio através de seus momentos difíceis.
Em 2003, Jesse se juntou a uma banda de blues rock chamado Seemless. Seemless percorreu os EUA muitas vezes com bandas como Fu-Manchu, The Sword, Trivium e In Flames. A turnê com Seemless também mostrou ao mundo que Jesse estava de volta. Seemless lançou dois álbuns e teve vários vídeos apresentados no Headbangers Ball da MTV. Em 2006, seu vídeo para o single "Cast No Shadow" foi Top Ten nos novos vídeos da MTV. Devido ao envolvimento do baterista Derek Kerswill com a banda de metal MA Unearth, entre outros projetos, Seemless tomou um hiato após a turnê.
Em 2008, Jesse Leach formou a banda, The Empire Shall Fall, com os amigos. A banda lançou seu primeiro álbum independente "Awaken", em 17 de novembro de 2009.
Além disso, ele trabalhou em um outro álbum com o colega de banda Killswitch Engage, Adam Dutkiewicz, no Times of Grace, onde Adam Dutkiewicz também assume os vocais em várias faixas. O álbum foi lançado em 18 de janeiro de 2011, e o primeiro single do álbum, "Strength in Numbers", foi lançado em 15 de outubro pela Roadrunner Records como um download digital gratuito por 72 horas para aqueles que se inscreveram para o mailing list da banda. A canção já está disponível para compra no iTunes. O álbum foi feito com o apoio do Killswitch Engage.
Em 06 de fevereiro de 2012, Killswitch Engage adicionou uma foto de Leach e o resto da banda para no site, indicando o retorno de Leach ao Killswitch Engage. Killswitch Engage mais tarde divulgou um comunicado através de seu Facebook, confirmando retorno definitivo do Leach para a banda. Em várias entrevistas, a banda tem dado muito crédito para Howard Jones por seu trabalho com a banda enquanto Leach foi embora.

Outros projetos
George Fisher disse no "The Jasta Show", que Jesse Leach escreveu a letra do novo projeto paralelo dele chamado Serpentine Dominion, também composto por Adam Dutkiewicz do Killswitch Engage e Shannon Lucas. Ele explicou: Eu originalmente ia escrever coisas para a nova banda, e sabe de uma coisa? Escrever letras nunca foi minha coisa, e nós estávamos começando a ir quando eu deveria ir lá e estabelecer meus vocais. E Adam apenas disse: "Olhe, vou pedir a Jesse para escrever algumas coisas". Então ele escreveu, e eu apenas disse que não quero nenhuma coisa religiosa, porque eu não sou isso. De qualquer forma, é mais como vingar-se de corruptos e coisas assim. E então Jesse escreveu um monte de letras e Adam arranjou muito, e então, quando eu fui lá, nós gravamos no quarto dele da casa dele. E, basicamente, eu seria como 'Não, espere. Temos que mudar isso, consertar isso. Talvez nós alterássemos uma palavra ou dessem uma palavra, ou tirássemos algumas palavras ou tirássemos algumas falas. Nós basicamente ferramos com isso, sabe? E eu subi duas ou três vezes diferentes para trabalhar nos vocais ".
Em maio de 2017, Leach declarou em sua conta oficial do Instagram que ele havia começado a escrever músicas para seu novo projeto Hardcore Punk intitulado "The Weapon"

## Discografia

### Corrin
- Despair Rides On Angel Wings [EP] (1995)
- Corrin/Arise Split (1996)
- Plutonian Shores (1998)

### Nothing Stays Gold
- Nothing Stays Gold (EP) (1998)

### Killswitch Engage
- Killswitch Engage (2000)
- Alive or Just Breathing (2002)
- The End of Heartache (2004) Participação em: "Take This Oath" & "Irreversal" (regravada com Howard Jones, aparecendo na edição especial de The End of Heartache, originalmente lançada no álbum Killswitch Engage de 2000).
- Disarm the Descent (2013)
- Incarnate (2016)
- Atonement (2019)
- This Consequence (2025)

### Seemless
- Seemless (2005)
- What Have We Become (2006)

### The Empire Shall Fall
- Awaken (2009)
- Solar Plexus (2011)

### Times Of Grace
- The Hymn of a Broken Man (2011)

## Colaboração
- "Loyalty" (Game of Thrones: Catch the Throne; the Mixtape Volume II) [Faixa bônus do álbum Incarnate]
- Roadrunner United – "Blood And Flames" (Leach, Heafy, Rand, D'Antonio, Kelly) (Roadrunner Records 25th Anniversary)
- Thy Will Be Done – "Preserving The Sacred"
- Atresia – "Life from Life" (Heavy Metal Mixtape)
- Serpentine Dominion - Lyrics for the album

Leach desempenhou um pequeno papel no filme "Outside Providence"(Conhecido no Brasil como: Deixa Rolar) de 1999, dirigido por Michael Corrente. O filme é uma adaptação de Peter Farrelly, onde Leach vive um menino chamado Decenz.